# Double Wedding
 Double Wedding és una pel·lícula estatunidenca dirigida per Richard Thorpe, estrenada el 1937. És la setena ocasió de la parella William Powell i Myrna Loy, coneguts per les seves aparicions a la sèrie The Thin Man.

## Argument
Irene voldria fer cinema però la seva germana Margit està determinada a casar-la amb el promès que li ha escollit fa quatre anys, Waldo. Charles Lodge, artista bohemi li fa repetir el seu paper a l'esquena de la seva germana. Margit els descobreix en plena repetició i Irene decideix que està enamorada de Charles que s'enamora de Margit.

## Repartiment
- William Powell: Charlie Lodge
- Myrna Loy: Margit Agnew
- Florence Rice: Irene Agnew
- John Beal: Waldo Beaver
- Jessie Ralph: Sra. Kensington-Bly
- Edgar Kennedy: Spike
- Sidney Toler: Mr Keough
- Mary Gordon: Sra. Keough
- Barnett Parker: Mr Flint
- Katherine Alexander: Clara Lodge, ex-dona de Charlie
- Priscilla Lawson: Felice
- Bert Roach: Shrank
- Donald Meek: Jutge Blynn

## Rebuda
Animat per l'èxit universal de "My Man Godfrey", la Metro-Goldwyn-Mayer ha intentat provar amb un "casament doble", amb William Powell i Myrna Loy. "Godfrey" va ser prou boja, però va traçar una línia, aquesta és també boja i malalta de violents atacs de bufonada i que no coneix límits.